# Blekt ugglemott
Blekt ugglemott (Witlesia pallida) är en fjärilsart som beskrevs av Curtis 1827. Enligt Catalogue of Life ingår blekt ugglemott i släktet Witlesia och familjen Crambidae, men enligt Dyntaxa är tillhörigheten istället släktet Witlesia och familjen mott. Arten är reproducerande i Sverige. Inga underarter finns listade i Catalogue of Life.